# Michał Niezabitowski
Michał Grzegorz Niezabitowski (ur. 8 kwietnia 1962 w Krakowie) – polski historyk, muzealnik, działacz środowiska muzealniczego, od 2004 dyrektor Muzeum Historycznego Miasta Krakowa, od 2024 przewodniczący Rady do Spraw Muzeów i Miejsc Pamięci Narodowej.

## Życiorys
Ukończył studia historyczne w Instytucie historii Uniwersytetu Jagiellońskiego. Znawca historii średniowiecznego Krakowa oraz dziejów handlu krakowskiego. W 1985 rozpoczął pracę w Muzeum Historycznym Miasta Krakowa, gdzie w 1995 został kustoszem zbiorów muzealnych, a rok później kierownikiem działu naukowo-oświatowego. W 2004 został dyrektorem tegoż muzeum. W 2013 dostał ponadto w zarząd tworzone Muzeum PRL-u w Nowej Hucie. Zasiadał w radzie Muzeum Gdańska (kadencja 2018–2021). W 2022 ponownie powołany w skład Rady Muzeum Gdańska. 
W 1998 został członkiem Stowarzyszenia Muzealników Polskich, którego prezesem został w 2012. W 2012 został także członkiem Rady do Spraw Muzeów i Miejsc Pamięci Narodowej przy Ministrze Kultury i Dziedzictwa Narodowego. W latach 2014–2016 przewodniczył Komitetowi Programowemu I Kongresu Muzealników Polskich.
Członek wielu gremiów i stowarzyszeń, m.in.: Komitetu Kopca Kościuszki, Towarzystwa Miłośników Historii i Zabytków Krakowa (od 2015 r. wiceprezes Towarzystwa). Aktywny również w organizacjach międzynarodowych. Członek Międzynarodowej Rady Muzeum (ICOM), członek zarządu podkomitetu CAMOC – International Committee for the Collections and Activities of Museums of Cities) 2011–2016, reelekcja 2019–2022 i 2022–2024. Od 2019 r. asystent, a od 2021 adiunkt w Katedrze Historii XIX w. Instytutu Historii i Archiwistyki Uniwersytetu Pedagogicznego im. KEN w Krakowie.  W lipcu 2023. podczas zebrania założycielskiego Organizacji Turystycznej Stołecznego Królewskiego Miasta Krakowa wybrany na Przewodniczącego Rady organizacji.

## Odznaczenia i nagrody
- Nagroda Honorowa Fundacji Kultury Polskiej (2011)[9]
- Srebrny Krzyż Zasługi (za zasługi w działalności na rzecz rozwoju oraz promocji kultury, 2014)[10]
- Nagroda Miasta Krakowa (2014)[11]
- Srebrny Medal „Zasłużony Kulturze Gloria Artis” (2015)[12][13]
- Krzyż Kawalerski Orderu Odrodzenia Polski (za wybitne zasługi w działalności na rzecz rozwoju muzealnictwa, za działalność społeczną, 2023)[14]
- Krzyż Wolności i Solidarności (za zasługi w działalności na rzecz niepodległości i suwerenności Polski oraz respektowania praw człowieka w Polskiej Rzeczypospolitej Ludowej, 2024)[15]